# Sankt Gotthard im Mühlkreis
Sankt Gotthard im Mühlkreis est une commune autrichienne du district d'Urfahr-Umgebung en Haute-Autriche.